# 科斯坦察二世
科斯坦察二世（義大利語：Costanza II di Sicilia，約1249年—1302年4月9日），亞拉岡王后，1276年至1285年在位。
科斯坦察的父親是神聖羅馬皇帝腓特烈二世的私生子、西西里國王曼弗雷迪。1262年，科斯坦察與亞拉岡國王海梅一世的次子佩德羅結婚。1266年，曼弗雷迪被法國國王路易九世的弟弟安茹的查理打敗，後者成為西西里國王卡洛一世。1282年西西里晚禱戰爭爆發，佩德羅佔領了西西里島，成為西西里國王（稱皮特羅一世），科斯坦察成為共治女王。卡洛一世也仍然自称西西里国王，但他及其后继者被后世称为那不勒斯国王。
1284年6月5日，那不勒斯太子卡洛在对亚拉冈的战争中被俘虏，由于西西里人要他为科斯坦察的堂弟西西里前国王康拉丁偿命，科斯坦察将他囚禁在切法卢的城堡以为保护。卡洛在1288年被赎回，继位为那不勒斯国王卡洛二世。
1285年11月，佩德罗去世，次子贾科莫继承西西里王位，科斯坦察助其治国。1291年，科斯坦察的长子亚拉冈国王阿方索三世驾崩，贾科莫回到亚拉冈继承王位称海梅二世，西西里由科斯坦察的第三子费德里科摄政。
1295年，费德里科拒绝按《阿纳尼条约》对教宗投降，1296年，登基称费德里科二世，海梅二世也予以认可。科斯坦察回到亚拉冈，1297年在巴塞罗那的一家修道院退隐直到去世。

## 子女
科斯坦察和皮特羅共有3子3女：
1. 阿方索（1265年—1291年），亞拉岡國王
2. 賈科莫（1267年—1327年），西西里國王，阿方索去世後兼任亞拉岡國王（稱海梅二世）
3. 伊莎貝拉（1271年—1336年），葡萄牙王后，迪尼什一世的妻子
4. 費德里科（1272年—1337年），1295年成為西西里國王
5. 薇奧蘭特（英语：Yolande of Aragon, Duchess of Calabria）（1273年—1302），那不勒斯國王羅貝托一世即位前的妻子
6. 佩德羅（西班牙语：Pedro de Aragón (1275-1296)）（1275年—1296年）